# Joaquim Gomes
Joaquim Brandão Gomes (Luanda, Angola, 23 de diciembre de 1980) es un exbaloncestista angoleño que mide 2,03 metros y cuya posición en la cancha era la de ala-pívot. 

## Carrera
Desde 2006 a 2016 jugó en el Primeiro de Agosto de Angola.
Con la selección angoleña ganó 6 AfroBaskets y fue MVP del torneo en 2 ocasiones.

## Trayectoria
- Universidad de Valparaíso (2000-2004)
- Petro Atvemco  (1998)
- Petro Atlético  (2000)
- Colonia 99ers (2004-2005)
- EiffelTowers  (2005-2006)
- Primeiro de Agosto (2006-)